# 黃旼炫
黃旼炫（： Hwang Min-hyun，1995年8月9日—），韓國男歌手、演員，韓國男子團體NU'EST成員，隊中擔任領唱。現為個人歌手及演員。
2017年2月，Pledis娛樂宣佈NU'EST暫停活動，其中4名成員包括黃旼炫參加Mnet選秀節目《PRODUCE 101（第二季）》。2017年6月16日，黃旼炫以最終排名第9正式成為 Wanna One 一員，開展為期一年半的活動，並在隊內擔任領唱。2018年12月31日，限定團體Wanna One合約結束而解散，並於2019年1月27日正式結束所有活動，黃旼炫回歸原所屬團體NU'EST。2022年3月14日，NU'EST合約到期不續約。黃旼炫正式以個人歌手及演員的身分開始活動。

## 經歷

### 出道前
黃旼炫因外貌出眾，於街頭被星探發掘，成為Pledis娛樂練習生，出道前曾多次出現在大眾面前。
2011年7月，作為PLEDIS BOYS成員，出演師姐After School分隊After School Blue的出道曲〈Wonder Boy （页面存档备份，存于）〉MV。同年10月，出演After School子團橙子焦糖〈上海之戀 （页面存档备份，存于）〉MV而受到矚目。同年11月，再以PLEDIS BOYS成員身份與師姐After School一起登上Ceci雜誌，以及出演PLEDIS家族專輯《Happy Pledis 2012》收錄曲〈LOVE LETTER （页面存档备份，存于）〉的MV和現場演出。

### NU'EST 時期

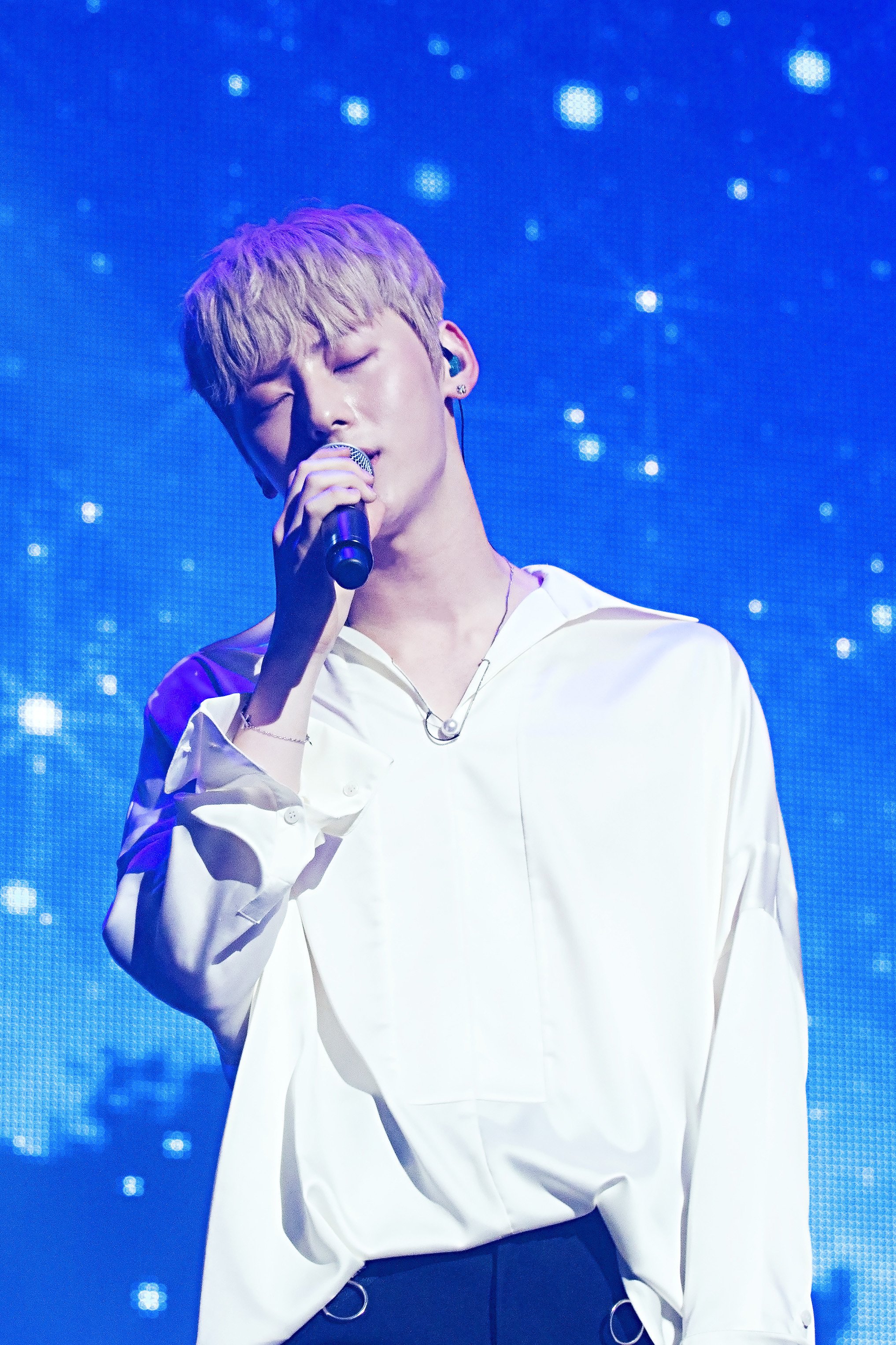
黃旼炫於《CANVAS》SHOWCASE，攝於2016年8月29日

2012年3月15日，作為男子團體NU'EST的成員出道，擔任領唱。出道僅一個月，與成員Ren參與韓國最大型的時尚活動—2012秋冬首爾時尚週，為BIG PARK的服裝展走秀。
2015年，與歌手Fromm合作歌曲〈후유증/後遺症〉。
2016年3月，與師弟SEVENTEEN成員Joshua翻唱NU'EST第四張迷你專輯《Q is》主打曲〈OVERCOME （页面存档备份，存于）〉，二人以Acoustic的方式重新編曲，展示嶄新風格。同年10月，與JR於NU'EST第五張迷你專輯《CANVAS》中合作歌曲〈Daybreak （页面存档备份，存于）〉，二人均參與作詞，描述對愛人的思念。該曲曾被著名音樂品牌1theK評為男團的隱藏名曲之一。
在演藝方面，旼炫曾客串不同戲劇。2013年末，在電視劇《無計畫家族》第三季作固定演出，共演者包括Ren及女子團體Girl's Day成員Yura。
2016年，作為主要角色之一與其他成員出演日本電影《Their Distance》。 
2020年，第一次作為男主角高恩澤出演韓國JTBC的火曜連續劇《Live On》，該劇由《意外發現的一天》金尚宇導演執導與方有貞編劇合作打造。此劇講述以時尚和知名度來分階級的高中，站在金字塔頂端、目中無人的明星白浩朗（鄭多彬飾），為了找出揭露自己過去的匿名者，而進入了完美主義又頑固的高恩澤（黃旼炫飾）部長所在的廣播部後，展開了一場相殺相愛的浪漫愛情故事。

### 《PRODUCE 101第二季》時期
2017年2月，Pledis娛樂宣佈NU'EST暫停活動，其中4名成員包括旼炫，將重返Pledis練習生的身份，參加Mnet選秀節目《PRODUCE 101第二季》。
3月31日節目開播前，與其餘練習生於一場球賽中作開場表演，有網民發現影片中旼炫的動作和其他練習生不同步，懷疑旼炫跳舞脫拍，質疑其參加節目的資格及實力。待節目播出後，才發現旼炫是唯一跟上節拍的練習生。
在第一集中與團體NU'EST表演了前輩After School的歌曲〈因為你 （页面存档备份，存于）〉，但由於整體評價表現不如預期，於初評價時，拿到C的等級。並於第二集的再次評價中，疑因受壓力影響表現水平，等級由C下降為D。
在第三集的分組對抗比賽中，以睿智的眼光組成〈Sorry, Sorry （页面存档备份，存于）〉二組成員。表演播出後，二組高水準的表現吸引大眾注意，除了當時形象略為散漫的權玄彬外，其他成員排名均有上升，於第六集公開的排名中，五名組員名列前七。
在節目期間，因一直對於參選練習生作出精準的觀察與分析，有著如同智者諸葛亮般的眼光，於是被網民稱為黃葛亮和黃製作人。
於2017年6月16日直播的最終回中，現場二度公開實時排名為第12，最終以862,719票排名第9，成爲限定團體Wanna One的11名成員之一。
由於受到合約限制，至2018年12月31日前暫時無法參與原公司與NU'EST的活動。

### Wanna One時期
2017年8月7日，作為限定男子團體Wanna One的成員正式出道，開展為期1年6個月的活動。
2017年11月29日，與《PRODUCE 101第二季》國民製作人代表兼著名女歌手BoA一同在2017MAMA日本埸中表演〈Only One （页面存档备份，存于）〉，成為首位與BoA合作該舞蹈的非隸屬SM娛樂的男歌手。
2018年3月，黃旼炫以Terius的名稱出演了MBC《蒙面歌王》，甜蜜的嗓子和充滿力量的假聲深受觀眾的喜愛，並獲得了『音色富翁』的稱號。節目製作人表示在旼炫成為Wanna One成員前已經在邀請名單中，並非是Wanna One成員身分，而是因為黃旼炫本身的歌唱實力而邀請。黃旼炫在第二輪的表演影片半個月觀看量更突破千萬，成為《蒙面歌王》表演影片最高觀看次數記錄保持者。

### NU'EST解散後 時期
在2023年2月27日以SOLO出道，並發行首張迷你專輯：《Truth or Lie》。

### 軍白期
2024年3月21日，黃旼炫以社會服務要員，代替服兵役
，預計2025年12月20日退伍。
2024年3月13日，發行新單曲〈Lullaby〉。

## 個人生活
膚質容易敏感，會對大量的鹽分、塵埃及貓狗毛過敏。為避免對自己汗水中的鹽分過敏，平日並不熱衷於運動，為避免塵埃過敏引致皮膚痕癢，並經常留意室內清潔及打掃。
旼炫多次在節目上提到尊敬的組合為東方神起。在小學六年級時，旼炫與本身已是東方神起粉絲的姐姐一同收看東方神起在音樂節目上的表演後，有了成為歌手的夢想。至今仍是東方神起的粉絲，曾多次前往觀賞金俊秀前輩的演唱會和音樂劇。

## 音樂作品
所屬團體之共同作品，請參閱 NU'EST音樂作品列表、Wanna One#音樂作品

### 迷你專輯
| 專輯 | 專輯資料                                                                                              | 曲目                                                                            |
| 1st  | 《Truth or Lie》 - 發行日期：2023年2月27日 - 語言：韓語 - 銷量：90,001張(截至3/13為止，韓國hanteo榜） | 1. Honest 2. Hidden Side (*Title) 3. Crossword 4. Perfect Type 5. Smile 6. CUBE |

### 個人單曲
| 發佈日         | 歌名                        | 語言 |
| 2015年11月18日 | Love Day（恋する日）        | 日文 |
| 2019年4月3日   | Universe（별의 언어）       | 韓文 |
| 2021年1月6日   | Moonlight（모든 밤 너에게） | 韓文 |
| 2022年9月13日  | Again（다시 만나는 날에）   | 韓文 |
| 2024年3月13日  | Lullaby                     | 韓文 |

### 參與歌曲
| 年份   | 發佈日期 | 歌手                  | 歌名                                          | 官方影片      | 備註                                                |
| 2011年 | 12月1日  | 孫淡妃 & After School | LOVE LETTER                                   | [ 35 ]        | Feat. Ara, Hyelim, 旼炫, 姜東昊                     |
| 2015年 | 4月3日   | FROMM                 | 後遺症                                        | [ 37 ]        | Feat.旼炫                                           |
| 2016年 | 3月      | 旼炫、Joshua          | Overcome Acoustic ver.                        | [ 39 ]        | 翻唱合作企劃「Q Project」                           |
| 2017年 | 6月3日   | 國民的兒子            | Never                                         | [ 40 ]        | 以《PRODUCE 101》練習生身份參與                     |
| 2017年 | 6月17日  | Produce 101 Final     | Hands on Me                                   | [ 41 ]        | 以《PRODUCE 101》練習生身份參與                     |
| 2017年 | 6月17日  | Produce 101 Final     | Always                                        | [ 42 ]        | 以《PRODUCE 101》練習生身份參與                     |
| 2021年 | 1月6日   | 旼炫                  | 모든 밤 너에게 (Moonlight)                    | [ 43 ] [ 44 ] | 網絡漫畫「戀愛革命OST」& 合作企劃「re:bornproject」 |
| 2021年 | 12月5日  | 旼炫                  | 모든 날을 너와 함께 할게 (所有日子都和你一起) |               | 衣袖紅鑲邊OST Part.4                                |
| 2022年 | 12月25日 | 黃旼炫                | 나무 (바라만 본다 2) (樹木 (只看著你 2))      |               | 還魂：光與影OST Part.2                              |
| 2023年 | 4月16日  | 臉紅的思春期          | Chase Love Hard                               |               | 「愛情.zip」專輯收錄曲參與Feat.                     |
| 2023年 | 6月4日   | 黃旼炫                | 그게 뭐라고 (這算什麼)                        |               | 你的婚禮韓國上映OST                                 |
| 2023年 | 9月11日  | 黃旼炫                | Alarm                                         |               | 無用的謊言OST                                       |

### 詞曲創作
韓國音樂著作權協會之登記編號：黃旼炫（10011986），12首。
| 年份   | 發佈日期 | 歌手   | 專輯名稱                    | 歌名                                        | 參與部分     | 其他參與成員             |
| 2016年 | 2月17日  | NU'EST | 《Q is》                    | 사실 말야                                   | 詞           | 白虎：詞曲、JR：詞       |
| 2016年 | 8月29日  | NU'EST | 《CANVAS》                  | Daybreak                                    | 詞           | JR：詞 ／ JR、旼炫合作曲 |
| 2016年 | 8月29日  | NU'EST | 《CANVAS》                  | R.L.T.L (Real Love True Love) (one morning) | 詞           | 白虎、JR：詞             |
| 2016年 | 8月29日  | NU'EST | 《CANVAS》                  | Love Paint (every afternoon)                | 詞           | NU'EST所有成員合作詞     |
| 2016年 | 8月29日  | NU'EST | 《CANVAS》                  | Thank You (evening by evening)              | 詞、曲、編曲 |                          |
| 2016年 | 8月29日  | NU'EST | 《CANVAS》                  | Look (a starlight night)                    | 詞           | 白虎：詞、JR：詞         |
| 2019年 | 3月15日  | NU'EST | 《노래 제목》               | 노래 제목 (A Song For You)                  | 詞           | NU'EST所有成員合作詞     |
| 2019年 | 4月3日   | NU'EST | 《Happily Ever After》      | Universe（On the long journey）             | 詞           |                          |
| 2019年 | 10月21日 | NU'EST | 《The Table (NU'EST專輯)》  | ONE TWO THREE                               | 詞           | 白虎：詞                 |
| 2020年 | 02月14日 | NU'EST | 《LET'S LOVE(WITH SPOONZ)》 | LET'S LOVE(WITH SPOONZ)                     | 詞           | NU'EST所有成員合作詞     |
| 2020年 | 05月11日 | NU'EST | 《The Nocturne》            | Moon Dance                                  | 詞           | 白虎：詞                 |
| 2021年 | 04月19日 | NU'EST | 《Romanticize》             | EARPHONE(MINHYUN SOLO)                      | 詞           | 無                       |

## 媒體作品

### 固定出演
| 放送日期                    | 電視台        | 節目名稱           | 性質     | 備註            |
| 2012年6月-7月               | KBS Joy       | 안아줘(Hug)        | 固定出演 | 與白虎          |
| 2013年11月29日-2014年9月5日 | Arirang Radio | Music Access       | 助手     | 與Aron          |
| 2017年4月7日-6月16日        | Mnet          | PRODUCE 101 第二季 | 練習生   | 與JR、白虎、Ren |

### 特別節目與活動
| 日期           | 主辦單位            | 節目╱活動名稱                                            | 性質           | 備註  |
| 2012年4月7日   | 2012秋冬首爾時尚周  | BIG PARK服裝展                                           | 服裝展示模特兒 | 與Ren |
| 2018年10月11日 | KBS                 | Happy Together                                           | 特別MC         | EP557 |
| 2019年5月2日   | KBS                 | Happy Together                                           | 特別MC         | EP587 |
| 2019年5月4日   | 韓國職棒聯賽        | 斗山熊對LG雙子                                           | 開球嘉賓       | 與JR  |
| 2019年5月18日  | CJ ENM              | KCON 2019 JAPAN                                          | 特別MC         |       |
| 2019年7月30日  | Lotte Entertainment | 《驅魔使者》VIP試映會                                    | VIP嘉賓        |       |
| 2019年9月5日   | 歐米茄              | OMEGA 超霸登月50周年紀念展 金色時刻慶典（Golden Moment） | 派對嘉賓       |       |

### 參演音樂錄影帶
| 年份   | 發佈日  | 歌手                  | 歌名                              | 官方視頻 | 備註                            |
| 2011年 | 3月31日 | Orange Caramel        | 上海之戀                          | [ 46 ]   |                                 |
| 2011年 | 7月20日 | A.S.Blue              | Wonder Boy                        | [ 47 ]   | 曾在音樂節目伴舞                |
| 2011年 | 12月1日 | 孫淡妃 & After School | LOVE LETTER                       | [ 48 ]   | Feat. Ara, Hyelim, 旼炫, 姜東昊 |
| 2012年 | 1月     | Happy Pledis          | LOVE LETTER(PLEDIS BOYS VERSION!) | [ 49 ]   |                                 |

### 戲劇
| 年份   | 放送日期          | 電視台     | 節目名稱               | 角色名稱             | 集數    |
| 2014年 | 1月－2月          | MBC Every1 | 《無計畫家族Season 3》 | 2樓房客兼Yura朋友    | EP22-31 |
| 2014年 | 7月22日           | KBS        | 《Trot戀人》           | 〈Music Tank〉主持人 | EP10    |
| 2014年 | 9月2日            | 網路劇     | 《Mo mo salon》        | Lizzy夢境中出現      | EP5     |
| 2020年 | 11月17日－1月12日 | JTBC       | 《Live On》            | 高恩澤               | 主演    |
| 2022年 | 6月18日－8月21日  | tvN        | 《還魂》               | 徐律                 | 主演    |
| 2022年 | 12月10日－1月8日  | tvN        | 《還魂：光與影》       | 徐律                 | 主演    |
| 2023年 | 7月31日—9月19日   | tvN        | 《无用的谎言》         | 金道河／金承柱       | 主演    |
| 2025年 | 1月23日—2月       | TVING      | 《流氓讀書會》         | 尹佳敏               | 主演    |

### 音樂劇
| 演出日期               | 演出地點          | 節目名稱         | 演出角色        | 備註                               |
| 2019年8月24日-11月17日 | D-CUBE ART CENTER | Marie Antoinette | Axel von Fersen | 8月25日音樂劇出道，8月28日正式出演 |

### 電影
| 上映時間          | 片名           | 角色         |
| 日本 2016年1月9日 | Their Distance | ナム・サンス |
| 2017年9月14日     | Their Distance | ナム・サンス |

## 主持作品

### 音樂節目
| 年份   | 放送日期      | 節目名稱                    | 合作藝人                    | 備註   |
| 2013年 | 9月28日       | MBC Music《Show Champion》  | Amber(f(x))、白虎(NU'EST)   | 特別MC |
| 2016年 | 9月20日       | SBS MTV 《THE SHOW》        | Wendy(Red Velvet)           | 代班MC |
| 2017年 | 8月17日       | Mnet《M Countdown》         | 邕聖祐(Wanna One)           | 特別MC |
| 2017年 | 9月23日       | Mnet《KCON 2017 AUSTRALIA》 | 姜丹尼爾、李大輝(Wanna One) | 特別MC |
| 2017年 | 9月30日       | 《Korea Music Festival》    | 裴珍映(Wanna One)           | 特別MC |
| 2018年 | 4月13日       | Mnet《KCON 2018 JAPAN》     | 李大輝(Wanna One)           | 特別MC |
| 2018年 | 6月24日       | Mnet《KCON 2018 NY》        | 李大輝(Wanna One)           | 特別MC |
| 2022年 | 10月14日-16日 | Mnet《KCON 2022 JAPAN》     | 不適用                      | MC     |

### 電視節目
| 年份                 | 放送日期    | 節目名稱 | 合作藝人 | 備註 |
| 2023年2月2日-4月20日 | BOYS PLANET | 不適用   | [ 註 9 ] |      |

## 演唱會

### 專屬公演
- 粉絲見面會

| 年份   | 日期             | 名稱                                              | 國家／地區              | 城市       | 舉辦地點    | 備註   |
| 2022年 | 8月12日－8月14日 | 《HWANG MIN HYUN FAN MEETING <MY SUMMER>》        |                         | 首爾特別市 | COEX Artium | [ 55 ] |
| 2023年 | 3月12日          | 《HWANG MIN HYUN SWEET Hwangdo BOX FAN PARTY》    | Baekam Art Hall         | 首爾特別市 | [ 56 ]      |        |
| 2024年 | 3月8日－3月10日  | 《HWANG MIN HYUN FAN MEETING 'The Peach Garden'》 | COEX SHINHANCARD ARTIUM | 首爾特別市 | [ 57 ]      |        |

- SHOWCASE

| 年份   | 日期    | 名稱                                                        | 國家／地區 | 城市       | 舉辦地點        | 備註   |
| 2023年 | 2月27日 | 《HWANG MIN HYUN 'Truth or Lie' - 1st MINI ALBUM SHOWCASE》 |            | 首爾特別市 | YES24 LIVE HALL | [ 58 ] |

- 巡迴演唱會

| 年份   | 日期               | 名稱                                          | 國家／地區     | 城市           | 舉辦地點                | 備註   |
| 2023年 | 8月4日－8月6日     | 《2023 HWANG MIN HYUN MINI CONCERT <UNVEIL>》 |                | 首爾特別市     | 慶熙大學 和平殿堂       | [ 60 ] |
| 2023年 | 8月12日            | 《2023 HWANG MIN HYUN MINI CONCERT <UNVEIL>》 | 臺灣           | 臺北市         | TICC台北國際會議中心    | [ 61 ] |
| 2023年 | 8月19日            | 《2023 HWANG MIN HYUN MINI CONCERT <UNVEIL>》 | 印度尼西亞     | 雅加達         | The Kasablanka Hall     | [ 62 ] |
| 2023年 | 8月26日            | 《2023 HWANG MIN HYUN MINI CONCERT <UNVEIL>》 | 澳門特別行政區 | 澳門特別行政區 | 澳門百老匯 - 百老匯舞台 | [ 63 ] |
| 2023年 | 9月2日             | 《2023 HWANG MIN HYUN MINI CONCERT <UNVEIL>》 | 泰國           | 曼谷           | Indoor Stadium Huamark  | [ 64 ] |
| 2023年 | 10月8日            | 《2023 HWANG MIN HYUN MINI CONCERT <UNVEIL>》 | 菲律賓         | 馬尼拉大都會   | New Frontier Theater    | [ 65 ] |
| 2023年 | 12月20日－12月21日 | 《2023 HWANG MIN HYUN MINI CONCERT <UNVEIL>》 | 日本           | 東京都         | Zepp Haneda (TOKYO)     | [ 66 ] |

### 活動演唱會
| 年份   | 日期   | 名稱                       | 國家 | 線上平臺               |
| 2023年 | 7月8日 | AAA Beginning Concert 男神 |      | Mubeat for kpop Lovers |

## 獎項
| 年份 | 頒獎典禮          | 獎項          | 作品   | 結果 |
| 2021 | 第6屆亞洲明星盛典 | 潛力獎        | 不適用 | 獲獎 |
| 2022 | 第7屆亞洲明星盛典 | New Wave獎    | 獲獎   |      |
| 2022 | 第7屆亞洲明星盛典 | Best Acting獎 | 獲獎   |      |

## 外部連結
- 黃旼炫的Instagram帳戶
- 黃旼炫（온리황도황대장🤴🏻）的Weverse
- 黃旼炫的X（前Twitter）